# Charles W. Gilmore
Charles Whitney Gilmore (* 11. März 1874 in Pavilion, New York; † 27. September 1945 in New York City) war ein US-amerikanischer Wirbeltier-Paläontologe, der sich mit Dinosauriern befasste.

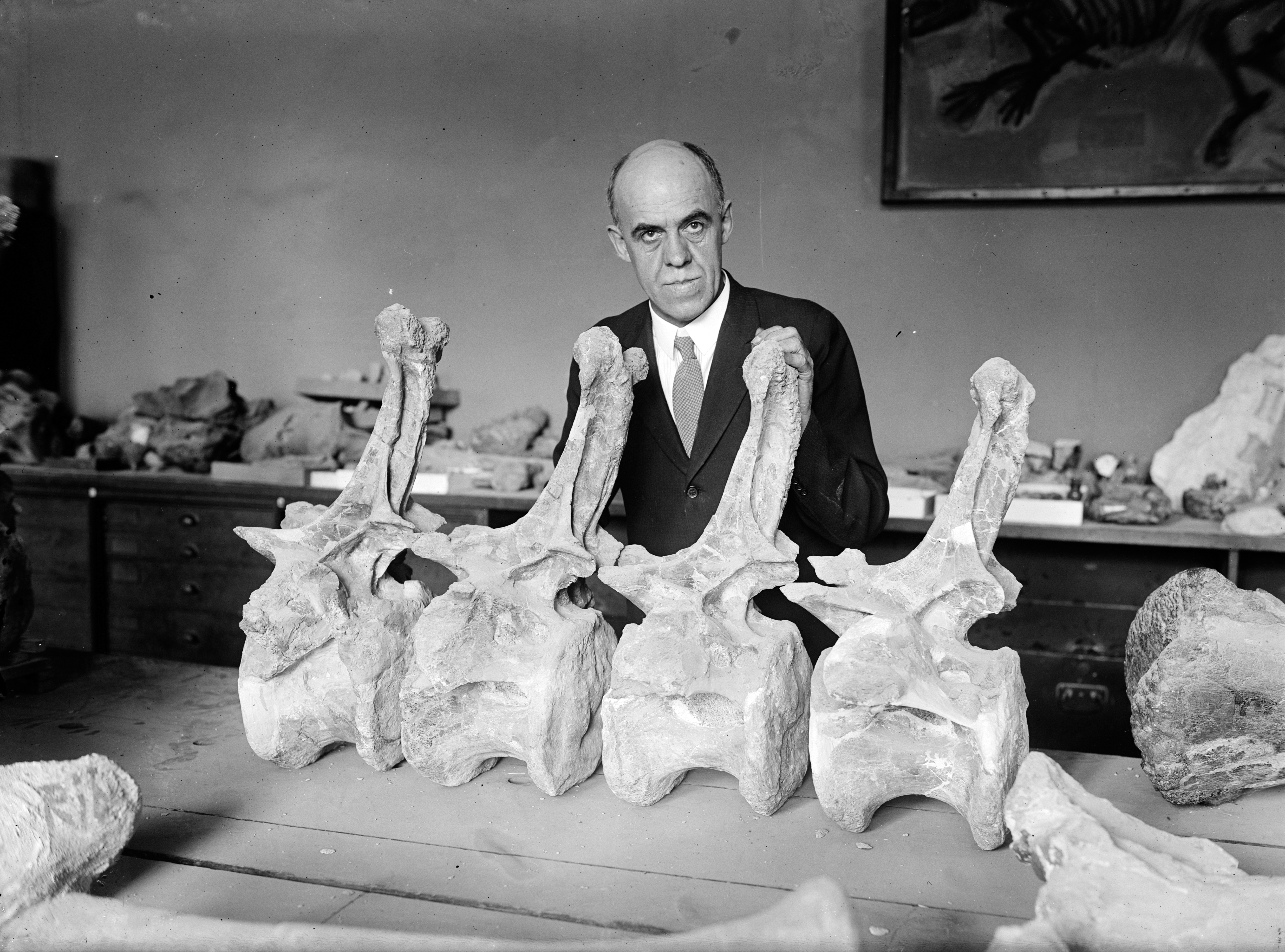
Gilmore mit Wirbeln des Diplodocus, 1924

## Leben
Gilmore wuchs in Howell (Michigan) auf und studierte ab 1897 zunächst Bergbau an der University of Wyoming, unterbrochen von einem halben Jahr im Spanisch-Amerikanischen Krieg bei den Rough Riders. Er sammelte selbst Fossilien und war schon als Student an der Suche nach Fossilien für das Carnegie Museum of Natural History beteiligt, das ihn nach seinem Abschluss 1901 einstellte. Dort arbeitete er unter dem Kurator John Bell Hatcher in mehreren Feld-Expeditionen. 1903 wurde er als Präparator am National Museum of Natural History der Smithsonian Institution in Washington D. C. angestellt. 1908 wurde er dort Kustos für fossile Reptilien und 1924 Kurator für Wirbeltier-Paläontologie. 1945 ging er in den Ruhestand und starb bald darauf.
Seine Spezialität waren Sauropoden. Er erstbeschrieb Alamosaurus, Alectrosaurus, Archaeornithomimus asiaticus, Mongolosaurus, Chirostenotes, Bactrosaurus, Brachyceratops, Hypsibema (zuerst Neosaurus missouriensis, dann Parrosaurus, dann Hypsibema missouriensis), Styracosaurus ovatus, Thescelosaurus neglectus, Pinacosaurus grangeri.
Er bearbeitete zunächst die in den Bone Wars angelegte Sammlung von Othniel Charles Marsh, die vom Peabody Museum of Natural History zum Smithsonian transferiert wurde.
Mit dem Präparator Norman H. Boss montierte er 1905 den ersten Triceratops in Ausstellung und 1931 das 21 m lange Skelett eines Diplodocus, den sie 1923 im Dinosaur National Monument in Utah ausgegraben hatten und der die Attraktion des Museums wurde. Mit Boss und James Gidley montierte er auch die meisten anderen Dinosaurier, die im Smithsonian ausgestellt sind, zuerst 1903 einen vollständigen Edmontosaurus. Er leitete als Kurator insgesamt 16 Expeditionen zur Ausgrabung von Dinosauriern und anderen fossilen Wirbeltieren unter anderem nach Utah, Wyoming und Montana. Er wertete auch die reichhaltigen Funde des Museums in der Mongolei aus.
Er veröffentlichte rund 170 Aufsätze und Monographien, darunter 1936 eine Monographie über Apatosaurus (sein erster Dinosaurierfund 1901) und über Stegosaurus (1914), über Raubsaurier 1920 und 1936 über junge Camarasaurier (die er 1902 ausgrub).
Nach seinem Ruhestand gab es erst 2003 wieder einen auf Dinosaurier spezialisierten Kurator am Smithsonian (Matt Carrano). Gilmores Nachfolger Charles Gazin war auf Säugetiere spezialisiert.
Er war seit 1902 mit Laura Coutant Gilmore verheiratet und hatte drei Töchter, Eloise Elizabeth, Dorothy Caroline und Helen Rosalie. Er liegt auf dem Nationalfriedhof Arlington begraben.
Mehrere Fossilien sind nach ihm benannt, so Gilmoreosaurus.